# 다크니스 (1998년 영화)
《다크니스》(영어: Phantoms)는 미국에서 제작된 조 셔펠 감독의 1998년 SF 공포 스릴러 영화이다. 피터 오툴 등이 출연하였고, 스티븐 A. 레인 등이 제작에 참여하였다.

## 줄거리
콜로라도주 로키산맥 스키장과 인근에서 스노필드 마을 주민들이 숨진 채 발견되고 그중 하나는 거울에 “티머시 플라이트”라는 이름을 단서로 남긴다. 수사에 나선 연방 수사국(FBI) 출신 보안관 해먼드가 지원을 요청한 후 거대한 나방 외형의 생명체가 보안관 사무실에 침입해 보안관보 워글에게 달라붙어 얼굴을 빨아먹는다. 워글은 사망하지만 스키장 의사인 제니퍼의 동생 리사는 곧 화장실에서 멀쩡한 모습의 워글과 마주친다. 시체 보관소를 확인해 본 이들은 워글의 시체가 사라졌음을 확인한다.
해먼드는 옛 FBI 동료를 통해 영국 학자 티머시 플라이트를 찾아낸다. 플라이트는 이 마을이 하필 “육신을 지닌 혼돈”인 고대 적(Ancient Enemy)이 휴면하는 곳에 세워졌음을 지적하며, 이 고대 적은 공룡의 멸종, 마야인의 멸망, 로어노크섬 주민들의 증발, 유령선의 예에서 볼 수 있듯이 주기적으로 문명을 멸망시켜 왔다고 설명한다. 육군 특수 작전 부대와 과학자 무리가 합류해 조사에 들어가지만 고대 적에게 쫓겨 하나둘 생명을 잃는다.
고대 적은 피해자의 지식을 흡수하는 한편 증식을 위해 피해자의 형상을 완벽하게 모방하는 “환영”(Phantom)들을 한시적으로 분리 형성하여 집단 의식에 복종할 새 먹잇감을 찾으러 다닌다. 고대 적의 정체는 지상에 서식하는 아메바류의 생명이지만 과거 인류 문명의 관념을 따라 스스로를 신이라 여기고 있다. 게다가 지금까지 일어난 일은 전부 고대 적이 자신의 존재를 플라이트가 세상에 드러내도록 유도하려고 벌인 짓으로 밝혀진다. 플라이트는 고대 적의 유일한 생명 유지 기관인 본체의 세포핵이 페트롤레이텀의 분자 구조와 유사하다는 분석을 얻어 내고, 이에 따라 원유 등 화석 연료를 먹이로 하며 생물공학적으로 조정된 세균이 해답이라는 결론을 내린다.
이들은 고대 적의 오만함과 신 콤플렉스를 역이용하기로 한다. 플라이트는 나머지 일행과 갈등을 빚은 시늉을 한 뒤 고대 적에게 계획을 노출하는 체한다. 자신을 파괴 가능한 존재로 여긴 것에 화가 난 고대 적은 환영들을 재흡수하고 하수구에서 나와 거대한 덩어리인 모체의 모습을 드러낸다. 고대 적에게 세균을 쏘자 고대 적은 다시 지하로 숨고, 해먼드가 이를 뒤쫓는다. 제니퍼와 리사 자매는 워글의 환영에게 세균을 쏴서 죽인다.
고대 적은 해먼드 앞에 그가 FBI의 마약 소탕 작전 때 죽였던 소년의 모습으로 나타나 세균이 든 마지막 바이알을 빼앗는데, 정신을 차린 해먼드는 바이알을 쏴서 고대 적을 세균에 노출시켜 죽인다. 하지만 플라이트는 고대 적의 원 목적대로 스노필드에서 일어난 사건이 인류 사이에서 구전될테니 결국 고대 적이 승리한 것이라고 말한다.
후에 고대 적 관련 서적을 출간한 플라이트는 방송에 나와 인터뷰를 한다. 이를 시청하던 바의 손님들이 외계인의 가능성에 대해 떠들자 옆에 앉아 있던 워글이 이를 듣고 웃으면서 말을 건다.

## 출연진
- 피터 오툴 - 티머시 플라이트 역
- 로즈 맥가윈 - 리사 페일리 역
- 조애나 고잉 - 제니 페일리 역
- 리에브 슈라이버 - 보안관보 스튜 워글 역
- 벤 애플렉 - 보안관 브라이스 해먼드 역
- 니키 캣 - 보안관보 스티브 섀닝 역
- 클리프턴 파월 - 코퍼필드 장군 역
- 보 홉킨스 - FBI 요원 호손 역
- 로버트 네퍼 - FBI 요원 윌슨 역

## 기타 제작진
- 라인 제작: 로리 보그
- 협력 제작: 엔리케 세레소
- 배역: 돈 필립스
- 미술: 데버라 레이먼드, 도리언 버나키오
- 추가 촬영: 그레그 리틀우드